# غايتانو غريكو
غايتانو غريكو (بالإيطالية: Gaetano Grieco)‏ هو لاعب كرة قدم إيطالي في مركز الهجوم، ولد في 7 نوفمبر 1982 في نابولي في إيطاليا. شارك مع منتخب إيطاليا تحت 18 سنة لكرة القدم ومنتخب إيطاليا تحت 19 سنة لكرة القدم. أما مع النوادي، فقد لعب مع نادي أفيلينو ونادي إمبولي ونادي بارما ونادي جنوى ونادي فوجيا ونادي كاسالي ونادي مونزا ونادي نابولي.